# 廣西有色
廣西有色金属集團有限公司，簡稱廣西有色集團是一間中國國有企業，由廣西壯族自治區国有资产监督管理委员会直接管理。公司於2016年發生債務違約。債權人嘗試債務重組不果，於9月12日被南寧市中級人民法院宣佈破產清盤。
公司由柳州华锡集团有限责任公司、广西有色矿产资源股份有限公司、桂林矿产地质研究院、广西斯柳冶化有限责任公司、广西佛子冲铅锌矿及广西矿业建设公司6間公司合併而成。
2015年公司原董事長、黨委書記李陽通被接受調查。2016年公司原副總經理李賦屏被開除共產黨黨籍。

## 子公司
最後更新：2014年12月31日
- 广西华锡集团股份有限公司 (50.0174%)
- 广西矿建集团有限公司
- 广西有色矿产资源股份有限公司
- 广西冶金研究院
- 广西有色金属集团稀土开发有限公司
- 广西有色再生金属有限公司
- 广西有色金属集团桂北投资有限公司
- 广西有色金属集团资源勘查有限责任公司
- 广西有色国际投资有限公司
- 广西地润矿业投资有限公司
- 广西有色金属集团冶金有限公司
- 广西有色金属集团河池鑫华冶炼有限公司
- 广西北部湾矿产品交易中心有限公司
- 广西有色金属集团融水润通矿业有限公司
- 广西有色金属集团汇元锰业有限公司
- 广西壮族自治区冶金建设公司
- 南宁金色物业服务有限公司

## 外部連結
- 广西有色金属集团汇元锰业有限公司 （页面存档备份，存于）
- 新华网广西有色金属集团网站